# Andrés Parra Medina
Andrés Parra Medina (Cali, Valle del Cauca, 1977) és un actor colombià que es va fer mundialment famós per la seva interpretació de Pablo Escobar Gaviria a la sèrie de televisió «Pablo Escobar, el Patrón del Mal» produïda per Caracol Televisión el 2012 i la pel·lícula La pasión de Gabriel

## Biografia
Parra és diplomat de l'Escola de formació d'Actors del Teatro Libre, i va desenvolupar la seva formació en Jocs Teatrals amb Clive Barker, d'Anglaterra, en Creació de Públics amb Cristina King Miranda, de Mèxic, de Clown amb Miguel Borrás, de França, Producció amb Clarissa Ruiz, de Colòmbia, i en Maquillatge Escènic, amb Inda Blatch Geib, dels Estats Units. Va començar sent actor aficionat als 11 anys. La seva primera professora va ser Patricia Llinás, qui el va impulsar a estudiar en el Teatro Libre; per aquesta raó el seu batxillerat va ser una mica més llarg del normal.
Ha dedicat gran part de la seva vida al teatre i ha participat en nombroses obres. Entre 1991 i 1998 va actuar en les obres: El Hombre de La Mancha, Tiempos de Fidel, I "toing" Panamá, Bodas de sangre, Xochi y Pilly i Instant Happiness, totes sota la direcció de Patricia Llinás. El 1998 va actuar a La Orestiada.
El 2000 va actuar a 9 Desmayos, Stepan Stepanovich, sota la direcció de Ricardo Camacho; i a Espectros de Shakespeare (El rei Lear), amb direcció de José Domingo Garzón. El 2001 va actuar a La Kermesse, dirigida per Esther Celis; després a Julio César, sota la direcció de Ricardo Camacho; i el 2001 també fa un paper a En la diestra de Dios padre, dirigida per Germán Moure.
El 2004 va actuar a El país de los juguetes, sota la direcció de Paola Benjumea, i el 2007 participà en la posada en escena de Sin mente, de Ramsés Ramos. El 2010 va protagonitzar The Pillowman (El Hombre Almohada), guardonada com la millor obra del 2010, sota la direcció de Pedro Salazar; entre d'altres. Com a professor d'interpretació ha dirigit La comedia de las equivocaciones, de William Shakespeare, El burgués Gentilhombre, de Molière, El retablo de las maravillas, de Miguel de Cervantes, i el laboratori d'investigació La mujer en Shakespeare.
Pel que fa a cinema i televisió, va encarnar el paper d'"Anestesia" a El cártel de los sapos i va participar en l'adaptció per televisió del llibre La parábola de Pablo, del periodista Alonso Salazar, anomenada Escobar, el patrón del mal (Caracol Televisión), una telenovel·la basada en la vida del narcotraficant Pablo Escobar. Se li ha anomenat el "Marlon Brando colombià", per la qual cosa la família de l'actor Marlon Brando va realitzar una demanda per danys i perjudicis.
Parra va participar en la pel·lícula peruana El elefante desaparecido, de Javier Fuentes-León, on va compartir escena amb l'actor peruà Salvador del Solar i la colombiana Angie Cepeda. El 2017 participà en la sèrie El Comandante, interpretant al difunt president de Veneçuela Hugo Chávez.
El 2019 va actuar en la pel·lícula argentina La odisea de los giles, de Sebastián Borensztein, compartint cartell amb Ricardo Darín, Luis Brandoni, entre d'altres.
L'any 2012, l'actor va ser triat per la revista «Elenco» de Colòmbia com a personatge de l'any.

## Filmografia

### Televisió
| Any       | Títol                      | Personatge                                     | País            |
| --------- | -------------------------- | ---------------------------------------------- | --------------- |
| 2005      | Casados con hijos          | Néstor Elías (Actuació especial)               | Colòmbia        |
| 2005-2006 | Por amor a Gloria          | Lorenzo de La Pava                             | Colòmbia        |
| 2008      | El cartel                  | Alfonso Rendón "Anestesia"                     | Colòmbia        |
| 2008      | Sin retorno                | William de La Colina "Ep: Tumbas de la Colina" | Colòmbia        |
| 2008-2009 | Muñoz vale por dos         | Diego Pacheco                                  | Colòmbia        |
| 2009-2010 | El encantador              | Ramsés Colmenares                              | Colòmbia        |
| 2010      | El cartel 2                | Alfonso Rendón "Anestesia"                     | Colòmbia        |
| 2010-2011 | Hilos de amor              | Antonio "Tony" Buendía                         | Colòmbia        |
| 2011      | Amar y temer               | Román Ortiz                                    | Colòmbia        |
| 2011      | La bruja                   | Jaime Cruz                                     | Colòmbia        |
| 2011      | Tres milagros              | Roberto Alias "el socio"                       | Colòmbia        |
| 2012      | Escobar, el patrón del mal | Pablo Escobar                                  | Colòmbia        |
| 2013      | El señor de los cielos     | Pablo Escobar                                  | Mèxic           |
| 2013-2014 | La selección               | Pablo Escobar                                  | Colòmbia        |
| 2014      | La suegra                  | René Higuera del Castillo                      | Colòmbia        |
| 2015-2018 | Sitiados                   | Maestre de Campo Juan de Salas                 | Xile · Colòmbia |
| 2017      | El comandante              | Hugo Chávez                                    | Colòmbia        |
| 2018      | El host                    | Alexander Muñoz (Participació especial)        | Argentina       |
| 2018-2019 | María Magdalena            | Simón Pedro                                    | Mèxic           |
| 2020      | El robo del siglo          | Roberto Lozano "Cayó"                          | Colòmbia        |
| 2020      | De brutas, nada            | Gabriel Díaz                                   | Mèxic           |
| 2020      | El presidente              | Sergio Jadue                                   | Xile            |
| 2022      | Los protectores            | Reynaldo "Colombia" Morán                      | Argentina       |
| 2022      | Primate                    | Oficiante                                      | Colòmbia        |

## Cinema
| Any  | Títol                             | Paper                        |
| ---- | --------------------------------- | ---------------------------- |
| 2003 | Santuario                         |                              |
| 2004 | El trato                          | Policía                      |
| 2005 | Ciudad Crónica                    |                              |
| 2006 | Ojos que no ven                   |                              |
| 2006 | Ventanas                          |                              |
| 2006 | Perro come perro                  |                              |
| 2007 | Satanás                           | Pablo                        |
| 2007 | El amor en los tiempos del cólera | Capitán Samaritano           |
| 2007 | Doctor Alemán                     |                              |
| 2007 | Collar de Perlas                  | Sordomudo                    |
| 2007 | Cría Cuervos                      |                              |
| 2008 | Noche buena                       |                              |
| 2008 | Sin retorno                       | William de la Colina         |
| 2008 | QR9 16 48                         |                              |
| 2009 | La pasión de Gabriel              | Gabriel                      |
| 2009 | Los futbolistas                   |                              |
| 2011 | San Andresito                     | Agente Tenorio               |
| 2012 | El Cártel de los Sapos            | Carlos Zapata "El Anestesia" |
| 2013 | El elefante desaparecido          | Sandro Ferrer                |
| 2014 | La semilla del silencio           | Jorge Salcedo                |
| 2015 | Siempreviva                       | Sergio                       |
| 2017 | Órbita 9                          | Hugo                         |
| 2019 | La odisea de los giles            | Fortunato Manzi              |

## Premis i nominacions
Parra ha rebut nombrosos premis.

### Televisió

#### Premis India Catalina
| Any  | Categoria                                      | Telenovel·la o sèrie       | Resultat  |
| ---- | ---------------------------------------------- | -------------------------- | --------- |
| 2021 | Millor actor protagonista de sèrie o minisèrie | El robo del siglo          | Guanyador |
| 2013 | Millor actor protagonista de sèrie o minisèrie | Escobar, el patrón del mal | Guanyador |
| 2012 | Millor actor protagonista de sèrie o minisèrie | La bruja                   | Nominat   |
| 2009 | Mejor Actor Protagónico de Serie               | El cartel                  | Guanyador |

#### Premis TVyNovelas
| Any  | Categoria                          | telenovel·la o sèrie       | Resultat  |
| ---- | ---------------------------------- | -------------------------- | --------- |
| 2013 | Millor actor protagonista de sèrie | Escobar, el patrón del mal | Guanyador |
| 2012 | Millor Actor Vilà de Sèrie         | La bruja                   | Nominat   |
| 2009 | Millor Revelació                   | El cartel                  | Nominat   |

#### Produ Awards
| Any  | Categoria              | Programa      | Resultay  |
| ---- | ---------------------- | ------------- | --------- |
| 2020 | Millor Actor Principal | El presidente | Guanyador |

#### Premis Online
| Any  | Categoria                                       | Telenovel·la o serie | Resultat  |
| ---- | ----------------------------------------------- | -------------------- | --------- |
| 2020 | Actor de sèrie web o streaming favorit de l’any | El robo del siglo    | Guanyador |

#### Premis Talento Caracol
| Any  | Categoria                   | Telenovel·la o sèrie       | Resultat  |
| ---- | --------------------------- | -------------------------- | --------- |
| 2015 | Millor Actor de Repartiment | La suegra                  | Guanyador |
| 2013 | Millor Actor                | Escobar, el patrón del mal | Nominat   |
| 2012 | Millor Actor                | La bruja                   | Nominat   |
| 2012 | Millor Vilà                 | La bruja                   | Nominat   |

#### Premis People en Español
| Anyo | Categoria          | telenovel·la o sèrie       | Resultat |
| ---- | ------------------ | -------------------------- | -------- |
| 2012 | Millor Actor       | Escobar, el patrón del mal | Nominat  |
| 2012 | Revelació de l’Any | Escobar, el patrón del mal | Nominat  |

#### Premis Tu Mundo
| Any  | Categoria            | telenovel·la o sèrie       | Resultat |
| ---- | -------------------- | -------------------------- | -------- |
| 2013 | Protagonista Favorit | Escobar, el patrón del mal | Nominat  |

#### Premis Platino
| Any  | Categoria                                               | telenovel·la o sèrie | Resultat  |
| ---- | ------------------------------------------------------- | -------------------- | --------- |
| 2021 | Millor Interpretació Masculina en Minisèrie o Telesèrie | EL ROBO DEL $IGLO    | Guanyador |

### Premis de cinema

#### Premis Macondo
| Any  | Categoria              | Pel·lícula              | Resultat  |
| ---- | ---------------------- | ----------------------- | --------- |
| 2010 | Millor Actor Principal | San andresito           | Nominat   |
| 2013 | Millor Actor Principal | La pasión de Gabriel    | Guanyador |
| 2016 | Millor Actor Principal | Siempreviva             | Nominat   |
| 2016 | Millor Actor Principal | La semilla del silencio | Nominat   |

- Festival Internacional de Cinems a Guadalajara: Mayahuel de Plata Millor actor Iberoamericà de ficció per La pasión de Gabriel
- Festival Internacional de Cinema de Cartagena de Indias: India Catalina Millor Actor Colòmbià per La pasión de Gabriel
- Festival Internacional de Cinema de Bogotà: Bogocine d’Oro Millor Actor per La pasión de Gabriel